# Madaharpakkam
Madaharpakkam es una ciudad censal situada en el distrito de Tiruvallur en el estado de Tamil Nadu (India). Su población es de 4250 habitantes (2011). Se encuentra a 38 km de Tiruvallur y a 56 km de Chennai.

## Demografía
Según el censo de 2011 la población de Madaharpakkam era de 4250 habitantes, de los cuales 2082 eran hombres y 2168 eran mujeres. Madaharpakkam tiene una tasa media de alfabetización del 73,61%, inferior a la media estatal del 80,09%: la alfabetización masculina es del 80,49%, y la alfabetización femenina del 67,06%.